# Сіленко Володимир Миколайович
Володимир Миколайович Сіленко — український військовик, полковник Збройних Сил України, учасник російсько-української війни, який відзначився під час російського вторгнення в Україну.
Командир 30-ї окремої механізованої бригади (2023—2025).

## Життєпис
На військовій службі з 1985 року. У 2005 році вийшов на пенсію. У 2014 році знову повернувся до лав Збройних сил України. Служив заступником командира 92-ї окремої механізованої бригади, начальником штабу 93-ї окремої механізованої бригади, начальником штабу 71-ї окремої єгерської бригади. Із лютого 2023 по квітень 2025 — командир 30-ї окремої механізованої бригади.
Початок російського вторгнення в Україну зустрів обороняючи м. Чернігів. За оборону Чернігівщини згодом нагороджений орденом Богдана Хмельницького III ступеня. Пізніше брав участь у боях за м. Бахмут.
Одружений, дружина — військовослужбовець. Має двох синів.

## Нагороди
- Орден Богдана Хмельницького III ступеня (29 серпня 2022) — за особисту мужність і самовіддані дії, виявлені у захисті державного суверенітету та територіальної цілісності України, вірність військовій присязі.[3]